# Самомрзећи Србин
Самомрзећи Србин је пејоративан термин који означава припаднике српског народа који не могу да поднесу да буду припадници народа који је обележен на Западу као агресор и непожељан те заступају ставове других група. Представља покушај превода на српски јеврејског израза Самомрзећи Јеврејин, који се у јеврејском језику има пејоративни карактер, и користи се да означи јеврејску особу коју не прихвата ционизам.
Први који је употребио овај термин је Милан Дамјанац у својој књизи „Самомрзећи Срби” иако сличне термине налазимо код Слободана Антонића и Зорана Ћирјаковића.
О овој теми пише и Мило Ломпар у својој књизи „Дух самопорицања” говорећи о потреби Срба да порекну свој идентитет. Термин „Самомрзећи Србин” је сличан аутошовинизму, али се разликује од њега по одређеној матрици која је за Србе специфична и која чини нови, самомрзећи идентитет која затим омогућава образовање елите самомрзећих Срба. Термин се користи за етикетирање политичких противника у дневнополитичким расправама.